# İstanbul Ansiklopedisi
İstanbul Ansiklopedisi ("Enciclopedia di Istanbul") è un'enciclopedia culturale incompiuta pubblicata da Reşad Ekrem Koçu tra il 1944 e il 1973.
L'Enciclopedia di Istanbul, che si proponeva di creare il "diario di bordo" di Istanbul ma è rimasta incompiuta, è la seconda enciclopedia avente come argomento una città a essere edita (la prima opera in questo stile è il libro in un volume preparato per Londra da William Kent nel 1937) . È un libro di risorse su argomenti come la storia, la letteratura, la storia dell'arte, l'architettura, il folklore e la stampa. Gli articoli sono stati scritti in uno stile narrativo. La grande storia e quella quotidiana sono considerate insieme. Dall'inizio alla fine l'opera è riccamente illustrata con disegni.
L'enciclopedia, che Koçu iniziò a pubblicare nel novembre 1944, fu pubblicata in fascicoli tra il 1944-1951 (primo periodo). A metà del 4° volume (ultimo articolo "Bahadır Sokağı"), la sua pubblicazione si interruppe. L'enciclopedia continuò ad apparire in fascicoli tra il 1958 e il 1973 (secondo periodo) e terminò per la seconda volta nel numero 173 (ultimo articolo "Gökçınar").

## Storia
Nel primo periodo, il partner e sponsor dell'enciclopedia era un commerciante di legname di nome Cemal Çaltı. In questo periodo l'opera, pubblicata in fascicoli di 32 pagine, viene stampata su carta di grande formato 25x34 cm. L'enciclopedia conteneva disegni con la tecnica del "trattino" commissionati da pittori di giornali e non venivano utilizzate fotografie. La maggior parte dei disegni sono stati preparati da Nezih İzmirlioğlu, dal designer Reşad Sevinçsoy e da Sabiha Rüştü Bozcalı. C'erano anche i seguenti nomi nello staff di illustratori e disegnatori. Ferzan Baydar, Aydın Burteçene, Behçet Cantok, H. Çizer, H. Hüsnü, A. Bülend Koçu [Reşad Ekrem Koçu], Abdullah Tomruk, Salih Sinan, O. Zeki Çakaloz, Haşim, Kemal Zeren, Turan Açıksöz, Münif Fehim, F.A. , HA, M. Kayalar, Kemal Kulmat, Bülent Şeren, Zeki Manage, Özay Aslan, Nuriye Nirven, Ömer Tel, Agop Arad, Sabih Büyükerbil, Salim Erdem, Turan Açıksöz, Yaşar Ekinci, Tekin Gökçen, H. Kutay, Serpil Büyükerbil, Halit Eraktan. La partnership Cemal Roof-Koçu si concluse nel 16º capitolo. Avendo difficoltà finanziarie, Koçu interruppe la pubblicazione dell'Enciclopedia di Istanbul all'articolo "Bahadır Street" mentre era al 4º capitolo.
Dopo una pausa di sette anni, l'Enciclopedia di Istanbul riprese la pubblicazione il 15 luglio 1958, con il sostegno di un uomo d'affari di nome Mehmet Ali Akbay. Molti scrittori e illustratori del periodo aiutarono Koçu nell'Enciclopedia di Istanbul. I fascicoli erano ora di 16 pagine e il formato della carta era ridotto a 21x30 cm. Mentre la sede amministrativa dell'enciclopedia era in Ankara Caddesi nel primo periodo, nel secondo periodo era un ufficio nell'ufficio di Mühürdarzade a Bahçekapı.
Dopo il 106º capitolo del volume 7, il rapporto tra Mehmet Ali Akbay e Koçu si deterioro' e Koçu si assunse la responsabilità della pubblicazione a partire dal 107° numero. Reşad Ekrem Koçu, che fondo' la Koçu Edizioni, inizio' a lavorare dalla sua casa di Göztepe. Egli produsse altri 67 fascicoli fino alla sua morte nel 1973. L'ultimo capitolo dell'Enciclopedia di Istanbul, il Capitolo 173, "Gökçınar", fu l'ultimo articolo scritto da Koçu.

## Studi d'archivio
L'archivio dell'Enciclopedia di Istanbul, composto da 20mila voci, è stato rilevato dalla Kadir Has University nel 2017. In collaborazione con SALT, sono stati avviati studi da parte di due istituzioni sull'archivio, che comprende il materiale compilato e scritto da Koçu sulle voci ancora in fase di stesura, e 1460 pubblicazioni della sua biblioteca personale. Il progetto, che dovrebbe essere completato nel 2021, prevede di documentare gli elementi incompleti nell'enciclopedia, valutare i materiali d'archivio, tenere seminari con programmi pubblici, digitalizzare l'archivio e renderlo accessibile.

## Autori
Sulla copertina del primo volume, sotto il titolo di "Penne autorizzate che hanno aiutato Reşad Ekrem Koçu in questa enciclopedia", compaiono i seguenti nomi: Haluk Akbay, Mehmed Ali Akbay, Şinasi Akbatu, Saim Turgut Aktansel, Sermet Muhtar Alus, Ekrem Hakkı Ayverdi , Naşid Baylav, Pertev Naili Boratav, Munir Süleyman Çapanoğlu, Osman Nuri Ergin, Muzaffer Esen, Enver Esenkova, İsmail Ersevim, Semavi Eyice, Ali Genceli, Ali Nüzhet Göksel, Hakkı Göktürk, Reşid Halid Gönç, İhsan Hammamioğlu, Vasıf Ever, Mehmed Baha Kahyaoğlu, İbrahim Hakkı Konyalı, Eftim Lambooğlu, Reşad Mimaroğlu, Aziz Ogan, M. Kemal Özerengin, Yılmaz Öztuna, Kevork Pamukciyan, Şevket Rado, Ali Rıza Sağman, Halûk Y. Şehsuvaroğlu, Cahide Tamer, Hadi Tamer, İbrahim Hilmi Tan. Hanno inoltre contribuito Ülker, Süheyl Ünver, A. Cabir Vada e Mahmut Yesari. Alcuni verbalmente, altri con note scritte, hanno trasmesso a Reşad Ekrem Koçu ciò che avevano nella loro memoria.